# NGC 2433
NGC 2433 je trojna zvijezda u zviježđu Malom psu. 

## Vanjske poveznice
- SEDS: NGC 2433